# Орешкин, Сергей Иванович
Оре́шкин Серге́й Ива́нович, (род. 24 марта 1960, Выборг) — архитектор из Санкт-Петербурга, руководитель архитектурного бюро «А.Лен». Окончил Ленинградский инженерно-строительный институт по специальности «архитектура» в 1988 году. Является членом Союза архитекторов РФ.
Заслуженный архитектор Российской Федерации (2019).

## Основные проекты
С 1991 года Сергей Орешкин возглавляет собственную архитектурную мастерскую «А.Лен», где за 28 лет были выполнены сотни проектов, многие из которых успешно реализованы как в Санкт-Петербурге, так и в других городах России. В настоящее время Архитектурное бюро «А.Лен» входит в число наиболее успешных мастерских Петербурга.
Сергей Орешкин — автор многих известных зданий, в частности, комплекса зданий Пассажирского Порта Санкт-Петербург «Морской фасад» на намывных территориях Васильевского острова с динамичными фасадами в духе технодизайна, зданий финского визового центра на углу ул. Марата и ул. Стремянной, Академии волейбола им. Платонова, комплекса «Олимп», аквапарка «Вотервиль» на ул. Кораблестроителей, жилых домов «Астон Графтио», «Северный Palazzo», «Эгоист», «Малахит» и «Лазурит», жилого комплекса «Олимпийская деревня», жилого дома на улице Чапаева с романтическим образом дома-замка северного модерна и многих других зданий в Санкт-Петербурге.
Архитектор выполнил и ряд неординарных проектов, например, проект спортивного комплекса «Хоккейный город» для команды СКА в Санкт-Петербурге (открыт в 2017 г.), проект жилого комплекса «Морская резиденция» (2014), проект отеля «Mercure Saransk Center» в Саранске к Чемпионату мира по футболу FIFA (открыт в 2018 г.). 
Проекты Сергея Орешкина отличает последовательные обращения к современным модернистским течениям в архитектуре в новых районах Санкт-Петербурга. Работы в исторической части города основаны на контекстуальной средовой оценке окружающей застройки. Основной мотив при разработке архитектурной композиции домов в центре города – это создание не диссонирующих объектов, а находящихся в равноправном диалоге с окружающим пространством.

## Награды и звания
- Заслуженный архитектор Российской Федерации (29 апреля 2019 года) — за заслуги в области архитектуры и многолетнюю добросовестную работу[5]
- Лауреат Премии Правительства Республики Мордовия в области архитектуры за 2018 г.[6]
- Лауреат Премии Правительства Санкт-Петербурга в области архитектуры за 2017 г.[7]
- Академик Международной академии архитектуры IAAМ-MAAM[8]
- Лауреат Премии Владимира Татлина[9]
- Награжден медалью Союза архитекторов России «За высокое зодческое мастерство» имени В.И. Баженова[10]
- Член Градостроительного совета при Правительстве Санкт-Петербурга
- Вице-президент Санкт-Петербургского Союза Архитекторов
- Председатель Комитета по урбанистике, градостроительству и архитектуре Российской гильдии управляющих и девелоперов с 2015 года
- Член Коллегии Гильдии архитекторов и инженеров Петербурга (ГАИП)
- Председатель коллегии «Объединения архитектурных мастерских» (ОАМ) Санкт-Петербургского Союза архитекторов России (2012–2014)[11]
- Основатель и руководитель Архитектурного бюро «А.Лен»